# Сюйи
Сюйи́ (кит. упр. 盱眙, пиньинь Xūyí) — уезд городского округа Хуайань провинции Цзянсу (КНР).

## История
Уезд был создан ещё во времена первого централизованного государства на территории Китая — империи Цинь. Когда Сян Юй восстал против империи Цинь, то он разыскал потомка правителя завоёванного Цинь царства Чу — Ми Сюнсиня — и дал ему титул чуского Хуай-вана (楚怀王). Сюйи стал первой столицей повстанческого государства. После основания империи Хань в Сюйи разместились власти округа Линьхуай (临淮都).
Во времена империи Цзинь в 411 году из округа Линьхуай был выделен округ Сюйи (盱眙郡), в который вошло три уезда; уезда Сюйи более не существовало.
После основания империи Суй округ Сюйи в 583 году был расформирован, а входившие в него уезды Каочэн, Чжиду и Янчэн были объединены в уезд Сюйи.
Во времена империи Сун уезд в 1129 году был преобразован в военный округ, но в следующем году военный округ вновь стал уездом. В 1142 году уезд опять был преобразован в военный округ. В ходе сунско-цзиньских войн эти места несколько раз переходили из рук в руки; в 1232 году в империи Сун военный округ Сюйи (盱抬军) был переименован в военный округ Чжаосинь (招信军). После монгольского завоевания военный округ был расформирован, и был вновь создан уезд Сюйи.
Во времена империи Цин уезд Сюйи вошёл в состав области Сычжоу (泗州) Фэнъянской управы (凤阳府). В 1680 году власти области Сычжоу переехали в Сюйи. В 1724 году область Сычжоу была поднята в статусе до «непосредственно управляемой» (то есть стала подчиняться напрямую властям провинции, минуя промежуточный уровень в виде управы), и стала подчиняться напрямую властям провинции Аньхой. В 1777 году власти области Сычжоу переехали в уезд Хунсянь.
После образования КНР уезд вошёл в состав Специального района Чусянь (滁县专区) провинции Аньхой. В 1955 году, ради улучшения администрирования района озера Хунцзэху, уезд был передан в состав провинции Цзянсу и вошёл в состав Специального района Хуайинь (淮阴专区). В 1966 году был создан Специальный район Лухэ (六合专区), и уезд вошёл в его состав, но в 1971 году он был расформирован, и уезд вернулся в состав Округа Хуайинь (淮阴地区).
В 1983 году были расформированы город Цинцзян и округ Хуайинь, и образован городской округ Хуайинь; уезд вошёл в состав городского округа.
1 января 2001 года городской округ Хуайинь был переименован в городской округ Хуайань.

## Административное деление
Уезд делится на 3 уличных комитета, 14 посёлков и 3 волости.

## Экономика

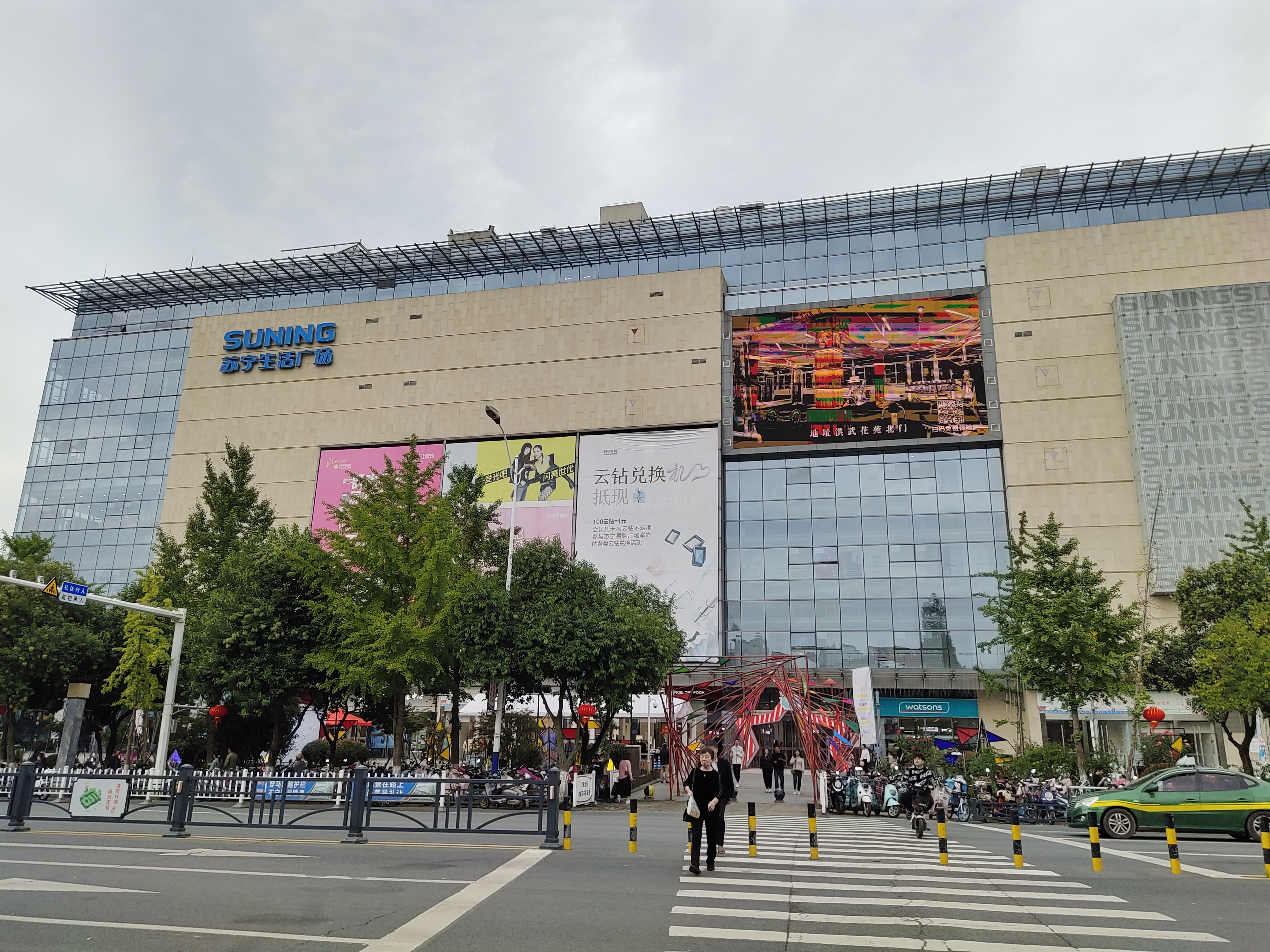
Торговый центр Suning Plaza

Уезд известен своими речными раками и лобстерами. В индустрии раководства заняты более 200 тыс. человек. Ежегодные мощности по переработке раков в уезде превышают 40 тыс. тонн. В 2023 году общий объем производства раков в Сюйи в денежном выражении достиг 30,6 млрд юаней (около 4,2 млрд долл. США).

## Культура
Сюйи известен как «китайская столица раков», здесь ежегодно проводится гастрономический фестиваль речных раков, привлекающий многочисленных туристов.